# Juraj Tarr
Juraj Tarr (ur. 18 lutego 1979 w Komárnie) – słowacki kajakarz, dwukrotny wicemistrz olimpijski, czterokrotny mistrz świata i pięciokrotny Europy.
W wieku 18 lat zdiagnozowano u niego raka tarczycy, przez co nie mógł występować w latach 1997–1999.

## Igrzyska olimpijskie
Na igrzyskach zadebiutował w 2000 roku podczas letnich igrzysk olimpijskich w Sydney, występując w rywalizacji czwórek na 1000 metrów. Wraz z Róbertem Erbanem, Richardem Riszdorferem i Erikiem Vlčekiem zajął czwarte miejsce. Do będących na trzeciej pozycji Polaków stracili 1,992 sekundy.
Osiem lat później w Pekinie w tej samej konkurencji zdobył srebrny medal. Wygrali Białorusi z przewagą 0,879 sekundy, trzeci byli Niemcy. W składzie osady nastąpiła jedna zmiany w porównaniu do igrzysk w Sydney. Zamiast Róberta Erbana pojawił się Michal Riszdorfer.
Na letnich igrzyskach olimpijskich w Londynie w 2012 roku zajęli szóste miejsce w rywalizacji czwórek na 1000 metrów. Tym razem popłynęli w składzie Peter Gelle, Martin Jankovec, Erik Vlček oraz Juraj Tarr. Do trzecich Czechów stracili 0,921 sekundy.
Podczas igrzysk olimpijskich w Rio de Janeiro ponownie zdobył srebrny medal razem z osadą na 1000 metrów. W finale musieli uznać wyższość jedynie Niemcom, którzy wygrali z przewagą 2,901 sekundy. Podium uzupełnili Czesi. W osadzie znaleźli się nowi zawodnicy na igrzyskach: Denis Myšák i Tibor Linka. W drugim swoim występie wystartował w zawodach dwójek na 1000 metrów. Razem z Erikiem Vlčekiem zajęli w finale A ostatnie ósme miejsce i na tej pozycji zostali sklasyfikowani w końcowej rywalizacji.